# Jorge Mautner – O Filho do Holocausto
Jorge Mautner – O Filho do Holocausto é um filme brasileiro de 2012 escrito e dirigido por Pedro Bial e Heitor D’Alincourt. O documentário, que retrata a história de Jorge Mautner, foi ideia de D’Alincourt e teve sua história baseada no livro O Filho do Holocausto, de Mautner. Foram incluídos depoimentos, fotos e imagens de diversos arquivos para a produção que Bial desejava que fosse "mais do que um documentário". A trilha sonora contou com regravações de canções de Mautner, totalizando 36 músicas tocadas ao longo do filme.
O longa teve sua primeira exibição em 23 de março de 2012, no Festival É Tudo Verdade, e foi, posteriormente, exibido em diversos outros festivais, ganhando prêmios nos festivais de cinema de Recife e de Gramado e sendo indicado também para a mostra competitiva do Festival do Rio. A estreia nos cinemas brasileiros ocorreu em 1º de fevereiro de 2013 e desde então Jorge Mautner – O Filho do Holocausto vem recebendo análises positivas dos críticos especializados.

## Sinopse
O documentário narra a trajetória de Jorge Mautner após seus pais —uma austríaca católica de origem iugoslava e um judeu austríaco— fugirem do nazismo, na Alemanha durante a Segunda Guerra Mundial e chegarem ao Rio de Janeiro, no Brasil, no início da década de 1940. Seu nascimento na cidade, seu contato com a cultura brasileira por meio de uma jovem negra que trabalhava como babá de sua família e cantava para ele sambas e cânticos de candomblé, sua ida para São Paulo, sua estada em Nova Iorque na década de 1960, suas parcerias com Gilberto Gil, Caetano Veloso e Nélson Jacobina, bem como seu auge no mundo musical são contados pelo filme.

## Elenco
- Jorge Mautner
- Gilberto Gil
- Caetano Veloso
- Nélson Jacobina[8]

## Produção
Em 2008, Heitor D'Alincourt sugeriu a Pedro Bial a produção de um filme sobre Jorge Mautner, lembrando que o cantor comemoraria setenta anos em 2011. Bial, que disse gostar de Mautner desde sua adolescência, aceitou a proposta e declarou que o ponto de partida para o filme foi a leitura de O Filho do Holocausto, livro escrito pelo próprio Mautner e lançado em 2006. Ele disse ter se identificado com a história e que a gênese do filme partiu de sua compreensão da história dele, "um filho de refugiados." Bial comentou que sua vontade era que Jorge Mautner – O Filho do Holocausto "fosse mais do que um documentário: um documento sobre a passagem desse cara por aqui. Algo que, se daqui a 50 anos alguém queira saber quem foi Jorge Mautner, possa saber ao assistir ao filme."
A produção do documentário custou 800 mil reais, com investimentos do Canal Brasil e da Universidade Paulista (UNIP) e contou com depoimentos, fotos e imagens da Cinemateca Brasileira, do centro de documentação da TV Globo (CEDOC) e de um filme Frank Capra, coletados pela pesquisadora Carla Siqueira. O orçamento foi utilizado para as filmagens de Jorge Mautner – O Filho do Holocausto, que ocorreram ao longo de quatro dias em um estúdio no Rio de Janeiro, e para pós-produção, direitos fonográficos e finalização. Pedro Bial contou que preferiu entrevistar pessoas próximas ao cantor ao invés de personalidades que foram influenciadas por ele, pois "queria fazer uma coisa bonita, e me incomodam muito as cabeças falantes comuns em documentários". Ele também disse que se fosse colher depoimentos não conseguiria manter a mesma qualidade técnica de plano do filme, luz, cenários e a câmera em movimento.

## Trilha sonora
A trilha sonora é composta por 36 canções de Jorge Mautner, sendo 26 delas regravações interpretadas por Pedro Sá, Kassin, Domenico Lancellotti e Berna Ceppas. A canção "Kilawea" foi indicada por Pedro Bial para fazer parte da trilha, mas Mautner recusou gravá-la várias vezes, aceitando apenas no quarto e último dia quando não houve mais tempo para incluí-la no filme. A equipe também desejava incluir uma música com a participação de Lulu Santos, mas isso não foi possível devido ao pouco tempo para gravações.
O lançamento da trilha sonora ocorreu antes do lançamento do próprio filme para o público brasileiro, ocorrendo em 3 de dezembro de 2012, na livraria da Travessa, em Ipanema, na zona sul do Rio de Janeiro. O CD da trilha conta com quatorze das 36 canções usadas no filme e foi dedicado à memória de Nélson Jacobina, que morreu em 31 de maio de 2012. Em 2 de abril de 2013, houve um show de lançamento da trilha sonora realizado no SESC Pompeia.
| Trilha sonora |                           |                                       |         |  |
| N.º           | Título                    | Intérprete(s)                         | Duração |  |
| 1.            | "Lágrimas Negras"         | Jorge Mautner e Nélson Jacobina       | 3:31    |  |
| 2.            | "Maracatu Atômico"        | Jorge Mautner e Nélson Jacobina       | 16:00   |  |
| 3.            | "Cinco Bombas Atômicas"   | Jorge Mautner e Nélson Jacobina       | 2:45    |  |
| 4.            | "Manjar de Reis"          | Jorge Mautner e Nélson Jacobina       |         |  |
| 5.            | "O Relógio Quebrou"       | Jorge Mautner                         | 5:52    |  |
| 6.            | "Todo Errado"             | Jorge Mautner e Caetano Veloso        |         |  |
| 7.            | "O Rouxinol"              | Jorge Mautner, Gilberto Gil e Bem Gil | 2:33    |  |
| 8.            | "Morre-se Assim"          | Jorge Mautner e Nélson Jacobina       |         |  |
| 9.            | "Ressurreições"           | Jorge Mautner e Nélson Jacobina       |         |  |
| 10.           | "Vampiro"                 | Jorge Mautner                         | 4:03    |  |
| 11.           | "Herói das Estrelas"      | Jorge Mautner e Nélson Jacobina       | 6:02    |  |
| 12.           | "Estilhaços de Paixão"    | Jorge Mautner                         |         |  |
| 13.           | "Tarado"                  | Jorge Mautner e Caetano Veloso        |         |  |
| 14.           | "Encantador de Serpentes" | Robertinho de Recife e Jorge Mautner  | 3:50    |  |

## Lançamento e recepção

### Lançamento e prêmios
O filme foi exibido pela primeira vez em 23 de março de 2012 durante o Festival É Tudo Verdade, no Rio de Janeiro. Posteriormente, foi rodado também na mostra competitiva do Festival de Recife, perdendo o prêmio de melhor filme para À Beira do Caminho, enquanto Jorge Mautner ganhou o Prêmio Especial do Júri. Exibido no Festival de Gramado em 17 de agosto, o documentário foi premiado nas categorias Melhor Montagem, Melhor Roteiro e Melhor Trilha. Foi também selecionado para a Première Brasil, mostra competitiva realizada durante o Festival do Rio. Em novembro, integrou a mostra competitiva da nona edição do Amazonas Film Festival. No circuito nacional, Jorge Mautner – O Filho do Holocausto, com distribuição da H2O Filmes, estreou em 1º de fevereiro de 2013, em 31 salas de cinema do Brasil. Em abril do mesmo ano, foi apresentado no Cineclube Espaço Brasil, em Lisboa. O longa foi lançado em DVD pelo Canal Brasil sob o selo Coleção Canal Brasil, em 22 de maio, no mesmo lugar em que ocorreu o lançamento do CD da trilha sonora: a livraria Travessa, onde Pedro Bial e Heitor D'Alincourt autografaram os exemplares comprados.

### Recepção crítica
Jorge Mautner – O Filho do Holocausto recebeu críticas geralmente positivas dos críticos especializados. O crítico Diego Benevides do jornal Diário do Nordeste elogiou o filme, dizendo que um dos grandes diferenciais "é a quebra da estrutura clássica do documentário, realizando jogos de cena dinâmicos e, principalmente, exuberantes" e que a fotografia e a direção conseguem "dar um ar de espetáculo musical até mesmo quando não existe trilha sonora em cena." Escrevendo para o Estado de S. Paulo, Luiz Zanin notou que é feito um retrato "tanto musical como cultural" e que o documentário "é hábil em conduzir a biografia do personagem." Thales de Menezes, da Folha de S. Paulo comentou que o filme "não é só música e depoimento" e que ele "[v]ai além porque traz ideias interessantes e muito bem realizadas."
O trabalho de pesquisa foi elogiado por João Carlos Sampaio, do jornal A Tarde, que criticou as "interferências egocêntricas" de Pedro Bial "que às vezes parece muito preocupado em ser também personagem do filme e arranja até um gancho para colocar a própria mãe diante das câmeras", embora tenha dito que isso não interfere no filme que é "bastante eficaz como introdução" ao artista. Diversos críticos elogiaram a cena em que Jorge conversa com sua filha Amora, porém Daniel Feix, da Zero Hora, criticou o não aprofundamento sobre outros fatos da vida do cantor. Embora Paulo Camargo, escrevendo para a Gazeta do Povo, tenha chamado de trunfo a utilização do longa-metragem experimental O Demiurgo, gravado por Mautner em Londres, em 1972, ele também notou que "o envolvimento com as drogas e sua bissexualidade" são omitidos do filme. Por outro lado, segundo Miguel Barbieri Jr., da Veja São Paulo, o maior mérito do filme é "abordar com transparência a figura do compositor carioca".
Aline Senzi do portal R7 notou a preocupação estética do longa, dizendo que o "resultado é um filme belo", porém, segundo ela, "não muito criativo". Ela afirmou que a alternância entre trechos musicais e entrevistas "[n]ão se torna em nenhum momento cansativa devido às histórias do violinista, contadas por ele e por pessoas íntimas na presença dele" e que ele diverte o público. No entanto, a crítica comentou que por se tratar de alguém muito "multifacetado" dificilmente uma única produção poderia abordar tudo o que há, dizendo que Jorge Mautner – O Filho do Holocausto "tenta, mas também não é capaz de fazê-lo". Do AdoroCinema, o crítico Bruno Carmelo notou que para "um homem multifacetado e lúdico" foi utilizada uma "estética igualmente multifacetada e lúdica" e comentou que o filme "funciona como um caldeirão, uma espiral que sai de Mautner para chegar... a Mautner", embora tenha dito que "cumpre o seu papel, além de ser divertido e agradável de assistir".